# Малый Куръёган (приток Ваха)
Малый Куръёган (устар. Малый Курь-Еган) — река в России, протекает по Нижневартовскому району Ханты-Мансийского АО Устье реки находится в 384 км по левому берегу реки Вах. Длина реки составляет 36 км.

## Притоки
- 3 км: Эльлури лв
- 10 км: Правый Куръёган пр

## Данные водного реестра
По данным государственного водного реестра России относится к Верхнеобскому бассейновому округу, водохозяйственный участок реки — Вах, речной подбассейн реки — бассейн притоков (Верхней) Оби от Васюгана до Ваха. Речной бассейн реки — (Верхняя) Обь до впадения Иртыша.